# University of Louisiana System
Das University of Louisiana System (auch UL System genannt) ist eines von 4 staatlichen Universitätsnetzwerken im US-Bundesstaat Louisiana. 1974 gegründet ist es heute mit 83.000 Studenten eines der 20 größten staatlichen Universitätssysteme der USA. 

## Standorte
- Grambling State University
- Louisiana Tech University
- McNeese State University
- Nicholls State University
- Northwestern State University
- Southeastern Louisiana University
- University of Louisiana at Monroe
- University of Louisiana at Lafayette